# Lluminositat lunar
La lluminositat lunar és la major o menor intensitat de la llum reflectida. Varia ja que la Lluna no té llum pròpia, sinó que reflecteix la que rep del Sol, depenent, per tant, de la fase lunar.
L'albedo lunar és 0,072, això significa que reflecteix el 7,2% de la llum que rep del Sol, i el 92,8% de la radiació solar és absorbida, incrementant en passar del vermell al violeta, i resultant per tant que la Lluna és més groguenca que el Sol, encara que sembli que realment la claredat lunar és blavosa (efecte Purkinje).
Amb ajuda de fotòmetres especials s'ha determinat que el Sol, a l'estiu i al migdia, brilla de mitjana, unes 398.107,1716 vegades més que la Lluna plena, tenint el Sol una magnitud de -26,8, sent el de la Lluna en la seva fase de pleniluni de -12,55 de mitjana.

## Taula d'intensitat lluminosa depenent de l'angle de fase
Angle de fase 0° (Lluna plena)
- 100%
Angle de fase 30º
- 46%
Angle de fase 60º
- 21%
Angle de fase 90° (Quart creixent/minvant)
- 8%
Angle de fase 120º
- 2,5%
Angle de fase 150º
- 0,4%
Angle de fase 180° (Lluna nova)
- 0,0%